# Osh

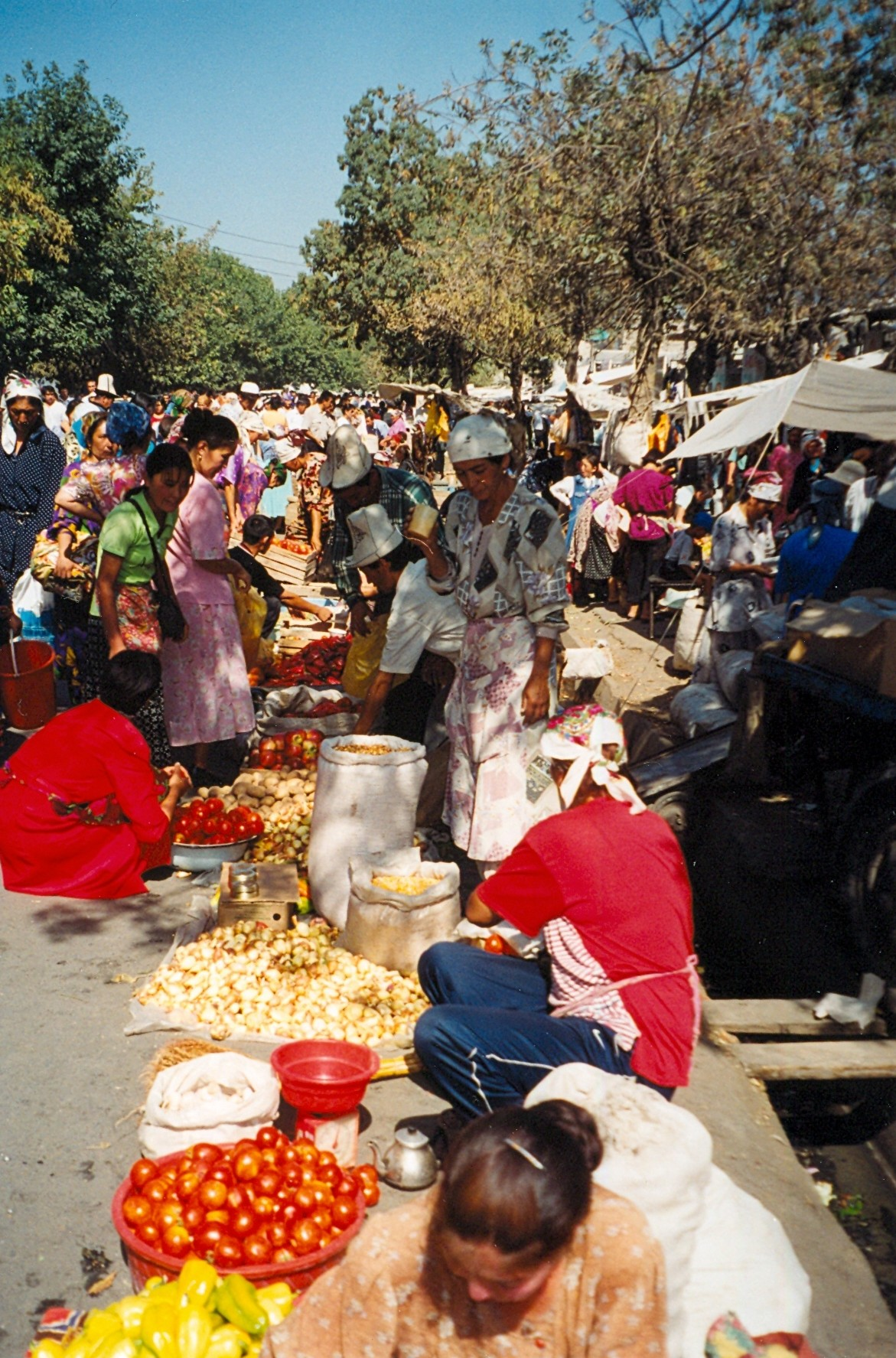
Chợ Chủ Nhật

Osh (tiếng Kyrgyzstan: Ош) là thành phố lớn thứ 2 ở Kyrgyzstan, nằm ở thung lũng Fergana phía nam quốc gia này, thường được gọi là "thủ đô phía nam".
Đây là trung tâm hành chính của Osh oblast kể từ năm 1939. Thành phố có nhiều dân tộc khác nhau sinh sống, dân số năm 2003 khoảng 220.000 người, bao gồm người Kyrgyz, người Uzbeks, người Nga, người Tajik, và các dân tộc thiểu số khác.
Thành phố có nhiều chợ ngoài trời lớn. Ngành công nghiệp của Osh được xây dựng dưới thời Liên Xô và đã bị suy sụp phần lớn sau khi Liên Xô tan rã, hiện đang phục hồi dần. Thành phố này có nhiều tượng đài, trong đó đáng kể nhất là tượng đài Kurmanjan Datka và một số tượng của Lenin. Một nhà thờ chính thống Nga, nhà thờ hồi giáo lớn nhất quốc gia này được xây vào thế kỷ XVI.

## Lịch sử
Thành phố này là một trong những khu định cư lâu đời nhất ở Trung Á. Thành phố này nổi tiếng vào thế kỷ VIII là một trung tâm sản xuất lụa dọc theo con đường tơ lụa. Babur, người sáng lập ra Vương triều Ấn Độ Môgôn hậu duệ của Timur Lenk, đã được sinh ra gần Andijan (Uzbekistan) trong thung lũng Fergana và đã xuất phát từ đó trong cuộc chinh phục phía bắc Ấn Độ. Thành phố này bị đế quốc Nga chiếm và thôn tín năm 1876. Năm 1990, ngay sau khi Liên Xô tan rã, Osh và các khu vực xung quanh chứng kiến các cuộc xung đột sắc tộc giữa người Kyrgyz và Uzbeks, làm cho 1000 người thiệt mạng.

## Các thành phố kết nghĩa
- İstanbul, Thổ Nhĩ Kỳ
- St.Petersburg, Nga
- Jeddah, Ả Rập Xê Út